# 공훈
공훈(본명: 이상훈, 1997년 4월 15일)은 대한민국의 트로트 가수이다.

## 데뷔
2020년 2월 13일 디지털 싱글앨범 《쿨하게 살자》로 데뷔하였다.

## 앨범
- 2020.02.13. 1집 싱글앨범 《쿨하게 살자》 수록곡 〈쿨하게 살자〉 (장르: 성인가요, 작곡: 정음, 작사: 소담, 발매사: 빅밴드, 기획사: JM MEDIA)[1]
- 2020.02.14. 2집 싱글앨범 《벽오동나무》 수록곡 〈벽오동나무〉 (장르: 성인가요, 작곡: 정음, 작사: 소담, 발매사: 빅밴드, 기획사: JM MEDIA)
- 2020.04.20. 3집 싱글앨범 《전주가 좋구나 좋아》 수록곡 〈전주가 좋구나 좋아〉 (장르: 성인가요, 작곡: 정음, 작사: 소담, 발매사: 빅밴드, 기획사: JM MEDIA)
- 2020.05.20. 4집 싱글앨범 《내청춘 내사랑》 수록곡 〈내청춘 내사랑〉 (장르: 성인가요, 작곡: 정음, 작사: 김정훈, 발매사: 빅밴드, 기획사: JM MEDIA)
- 2020.06.06. 5집 싱글앨범 《서성이는 정거장》 수록곡 〈서성이는 정거장〉 (장르: 성인가요, 작사/작곡: 김도일, 편곡: 정경천, 발매사: YG PLUS, 기획사: MBC)
- 2020.12.13. 컴필레이션(옴니버스) 앨범 《트롯 전국체전 Part.2》수록곡 〈날 버린 남자〉 (장르: 성인가요, 발매사: 카카오엔터테인먼트, 기획사: 포켓돌 스튜디오)
- 2021.01.03. 컴필레이션(옴니버스) 앨범 《트롯 전국체전 Part.5》수록곡 〈강원도 아리랑〉 천연조미료(공훈, 신미래, 이소나,황홍비), (장르: 트로트, 발매사: 카카오엔터테인먼트, 기획사: 포켓돌 스튜디오)
- 2021.08.28. 6집 싱글앨범 《다시 만나면 잘해줄게》 수록곡 〈다시 만나면 잘해줄게〉, 〈다시 만나면 잘해줄게 (Acoustic Ver.)〉 (장르: 성인가요, 작사/작곡: 토마스, 편곡: 홍성선, 발매사: 지니뮤직, 기획사: SIMPLE ENTER)

## 활동
- 2020년 MBC 《편애중계》'20대 트롯대전'에서 우승하면서 가수 진성의 〈가지마〉를 작곡한 작곡가 김도일에게서 〈서성이는 정거장〉을 발매했다.
- 2020 ~ 2021년 KBS 트롯 전국체전에 참가해 1라운드에서 하춘화의 〈날 버린 남자〉를 불러 올스타로 1라운드 통과했다. 2라운드에서 강원지역 '천연조미료' 팀에서 활약하며 전라지역 '여걸쓰리' 팀과의 대결에서 승리를 이끌어냄. 3라운드에서 〈사랑은 나비인가봐〉를 부르고 신승태에게 아쉽게 패배하며 3라운드 진출이 좌절됐다.
- 2021년 8월 가수 신미래의 추천으로 SIMPLE ENTER와 전속계약하였다.

## 방송
- 2020년 MBC 《편애중계》
- 2020년 ~ 2021년 KBS 트롯 전국체전
- 2022년 ~ 2023년 MBN 《불타는 트롯맨》

## 수상
- 2018년 KBS 《전국노래자랑》 충북 음성군편 최우수상
- 2020년 MBC 《편애중계》 20대 트롯대전 우승